# Nozomi Bando
Nozomi Bando (坂東希, Bandou Nozomi) (nascida em Tóquio, 4 de setembro de 1997) é uma dançarina, modelo e atriz japonesa, sendo integrante do projeto E.G. family, pertencendo ao grupo E-girls. É agenciada pela LDH JAPAN. É também, ex-integrante do grupo Flower.
Seu tipo sanguíneo é B e tem 1,65m de altura.

## Biografia
Para mais informações, ver Flower (grupo japonês) § Biografia.
- Desde 2000: Fez ballet clássico (aos três anos de idade).
- 2006: Durante o evento Odaiba Bouken-O (お台場冒険王, Odaiba Bouken-Ou), evento de férias promovido pela TV Fuji, onde Nozomi passeava com sua família, ela foi recrutada por um olheiro da agência LDH. Como almejava ser modelo, aceitou a proposta, sendo inserida na escola de dança/canto da LDH, a EXPG (EXILE PROFESSIONAL GYM).
- Entre 2007-2008: Começou a dançar hip-hop (quinto ano da escola primária).
- Entre abril de 2010 e maio de 2011: Foi modelo exclusiva da revista de moda "Hana*chu→".
- 2011: Participou do "EXILE Presents VOCAL BATTLE AUDITION 3 ~For Girls~", concurso de canto e dança, cujo objetivo, dentre outros, era encontrar novas integrantes para o Flower (e, consequentemente, E-girls). Ela participou das duas categorias (canto e dança), mas foi classificada somente na segunda, junto com a Sato Harumi.
- 3 de setembro de 2011: Desfilou no TOKYO GIRLS COLLECTION 2011 AUTUMN/WINTER.
- 30 de setembro de 2011: Ganhou o título de "Miss Seventeen 2011", sendo anunciado no "Seventeen Natsu no Gakuen-sai 2011". Tornou-se modelo exclusiva da revista Seventeen entre maio, do mesmo ano, até abril de 2015.
- Julho de 2012: Estreou como atriz no dorama "GTO", na personagem Ai Tokiwa (常盤愛, Tokiwa Ai).
- 2 de março de 2013: Desfilou no TOKYO GIRLS COLLECTION 2013 SPRING/SUMMER.
- 23 de agosto de 2013: Desfilou no "Seventeen Natsu no Gakuen-sai 2013". Em uma de suas aparições, veio acompanhado do ator Ryu Ryusei (竜星涼).
- 21 de agosto de 2014: Desfilou no "Seventeen Natsu no Gakuen-sai 2014".
- 18 de fevereiro de 2016: Foi exibido um mini documentário dedicado a ela, no programa "EG-style".
- 1º de agosto de 2017: Abriu sua conta oficial no Instagram.
- 31 de março de 2018: Desfilou no TOKYO GIRLS COLLECTION 2018 SPRING/SUMMER.
- 25 de junho de 2018: Foi anunciada a participação de Nozomi no curta-metragem "Kuu", junto com a Anna Ishii (石井杏奈, Ishii Anna) e Nonoka Yamaguchi (山口乃々華, Yamaguchi Nonoka), ambas também integrantes do E-girls.
- 20 de setembro de 2019: Com o anúncio do fim do grupo Flower, Nozomi passou a integrar somente o E-girls.
- 22 de dezembro de 2019: Com o anúncio do fim do grupo E-girls para o final de 2020, foi decidido que  Nozomi seguirá apenas com sua carreira de atriz e modelo.

## Vida Pessoal
- Sabe-se que tem um irmão mais velho.
- É uma grande amiga da modelo Ikumi Hisamatsu (久松郁実, Hisamatsu Ikumi), a ponto de ser chamada por esta de "irmãzinha" (妹分, imouto-bun).

## Aparições
Para informações como Flower (grupo japonês) § Aparições.

### Doramas
- GTO (julho - setembro de 2012, Kansai TV) - como Ai Tokiwa (常盤愛, Tokiwa Ai).
  - Aki mo Oni Abare Special (秋も鬼暴れスペシャル) (2 de outubro de 2012)
  - Shougatsu Speical! Fuyuyasumi mo Nekketsu Jugyouda (正月スペシャル！ 冬休みも熱血授業だ) (2 de janeiro de 2013)
  - Kanketsu-hen ~Saraba Onizuka! Sotsugyou Special (完結編 〜さらば鬼塚！ 卒業スペシャル) (2 de abril de 2013)
- Koibumi Biyori (恋文日和) Episódio 9 "METAL MOON"[47][48] (3 de março de 2014, Nihon TV) - como Sese (瀬々, Sese)
- Binta! ~Bengoshi Jimuin Minowa ga Ai de Kaiketsu Shimasu~ (ビンタ!〜弁護士事務員ミノワが愛で解決します〜) Episódio 11 (11 de dezembro de 2014, Yomiuri TV) - como Masami Aoyama (青山雅美, Aoyama Masami)
- HiGH&LOW ~THE STORY OF S.W.O.R.D.~ (outubro - dezembro de 2015, Nihon TV) - como Nika Ijuin (伊集院仁花, Ijuin Nika)
  - HiGH&LOW Season2 (abril - junho de 2016)

### Filmes
- HiGH&LOW (Shochiku) - como Nika Ijuin (伊集院仁花, Ijuin Nika)[49]
  - ROAD TO HiGH&LOW (7 de maio de 2016)
  - HiGH&LOW THE MOVIE (16 de julho de 2016)
  - HiGH&LOW THE RED RAIN (8 de outubro de 2016)
  - HiGH&LOW THE MOVIE2 END OF SKY (19 de agosto de 2017)
  - HiGH&LOW THE MOVIE3 FINAL MISSION (11 de novembro de 2017)
- Niji'iro Days (虹色デイズ) (6 de julho de 2018) - como Reiko Chiba (千葉黎子, Chiba Reiko')[50][51][52]

### Curtas-metragens
- UTA MONOGATARI -CINEMA FIGHTERS project- "Kuu" (ウタモノガタリ -CINEMA FIGHTERS project-「Kuu」) (22 de junho de 2018) - como Ten (テン, Ten)[40][53]

### Vídeo Musical
- Kataomoi (片思い) (2010) - Love

### Desfiles de Moda
- TOKYO GIRLS COLLECTION 2011 AUTUMN/WINTER[16][17] (3 de setembro de 2011)
- Seventeen Natsu no Gakuen-sai 2011[20][21][22][23] (30 de setembro de 2011)
- TOKYO GIRLS COLLECTION 2013 SPRING/SUMMER[26][27][28] (2 de março de 2013)
- KANSAI COLLECTION 2013 SPRING/SUMMER (3 de março de 2013)
- Seventeen Natsu no Gakuen-sai 2013[29][30] (23 de agosto de 2013)
- Seventeen Natsu no Gakuen-sai 2014[31][32][33] (21 de agosto de 2014)
- TOKYO GIRLS COLLECTION 2018 SPRING/SUMMER[39][37][38] (31 de março de 2018)

## Publicações

### Revistas
- Hana*chu→ (abril de 2010 - maio de 2011, editora SHUFUNOTOMO) - Modelo exclusiva
- Seventeen (outubro de 2011 - abril de 2015, editora Shueisha) - Modelo exclusiva